# Bassas da India
Bassas da India (cũng gọi là Basse de Judie) là một phần của Vùng đất phía Nam và châu Nam Cực thuộc Pháp. Đây là một đảo không người ở, một đảo san hô vòng hình tròn có đường kính 10 km (6 mi), và tổng diện tích (bao gồm đầm phá) là 80 km2 (31 dặm vuông Anh). Đảo nằm ở phía nam của eo biển Mozambique, khoảng nửa đường giữa Madagascar (cách 385 km (239 mi) về phía đông) và Mozambique, và cách 110 km (68 mi) về phía tây bắc của đảo Europa. Đảo nổi lên từ một dốc sâu 3000 m dưới đáy biển. Vành đá ngầm trung bình khoảng 100 m băng qua và hoàn toàn rào xung quanh một đầm phá nông có độ sâu tối đa là 15 m. Vùng đặc quyền kinh tế (EEZ) của đảo là 123.700 km2 (47.761 dặm vuông Anh) và giáp với EEZ của đảo Europa.
Đảo san hô vòng gồm có 10 đảo đá cằn cỗi, không có thực vật với tổng diện tích 0,2 km². Các đảo nằm ở phía bắc và đông của đảo san hô vòng cao từ 2,1 to 3 m, còn các đảo phía tây và nam cao 1,2 m. Đá ngầm hoàn toàn bị ngập từ 3 trước và 3 giờ sau thủy triều đạt cao nhất. Vùng bờ biển của đá ngầm dài 35,2 km (22 mi). Khu vực thường bị lốc xoáy. Đảo san hô vòng là một mối nguy hiểm cho hoạt động hàng hải và là địa điểm đã xảy ra nhiều vụ đắm tàu.
Bassas da India lần đầu tiên được ghi lại bởi các nhà thám hiểm người Bồ Đào Nha vào đầu thế kỷ 16. Các tên ban đầu của đảo là Baixo da Judia, tức "Bãi cạn Judia". Judia là tên của một tàu Bồ Đào Nha bị mắc cạn tại đá ngầm này. Tàu này mang tên "Judia" (có nghĩa "người đàn bà Do Thái" trong tiếng Bồ Đào Nha), do nó thuộc quyền sở hữu của một thương gia Do Thái đến từ Bồ Đào Nha. Tên gọi trở thành Bassas da India do các nhà vẽ bản đồ sao chép lỗi. Năm 1897, đảo bị Pháp chiếm hữu và sau đó đặt dưới quyền quản lý từ Réunion năm 1968. Madagascar tiếp tục tuyên bố chủ quyền với đảo.

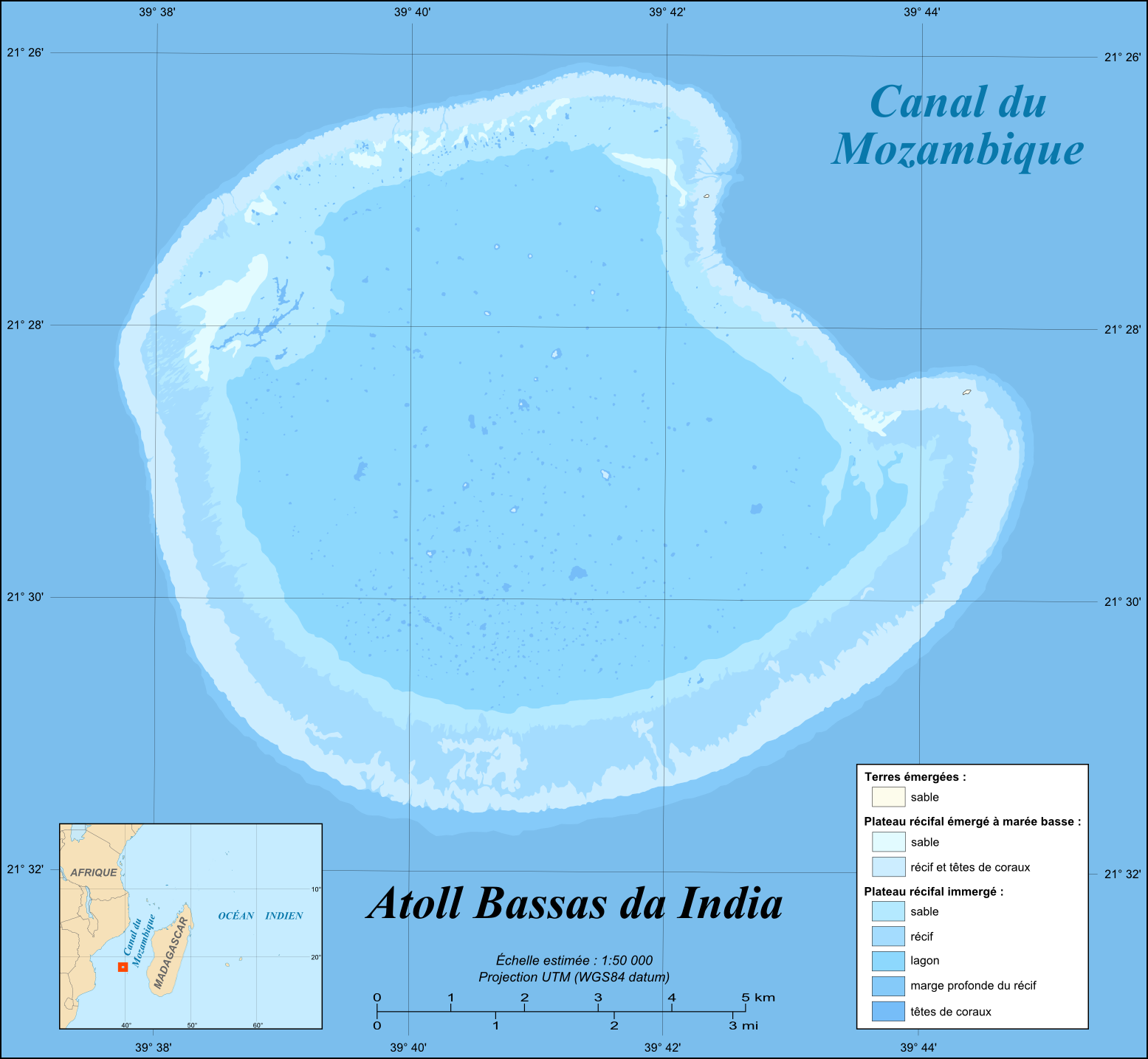
Bản đồ chi tiết.
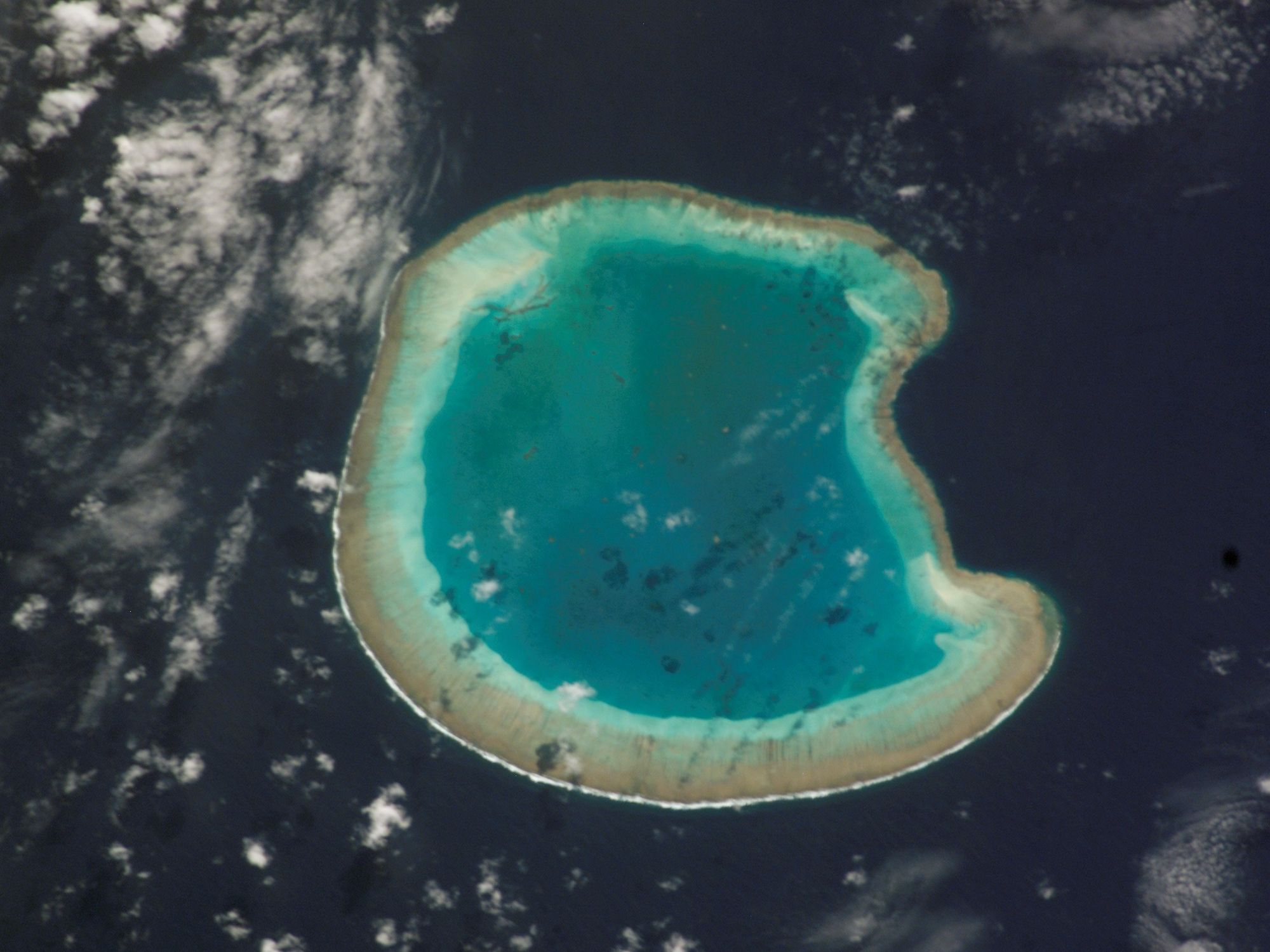
Ảnh từ ISS photograph.
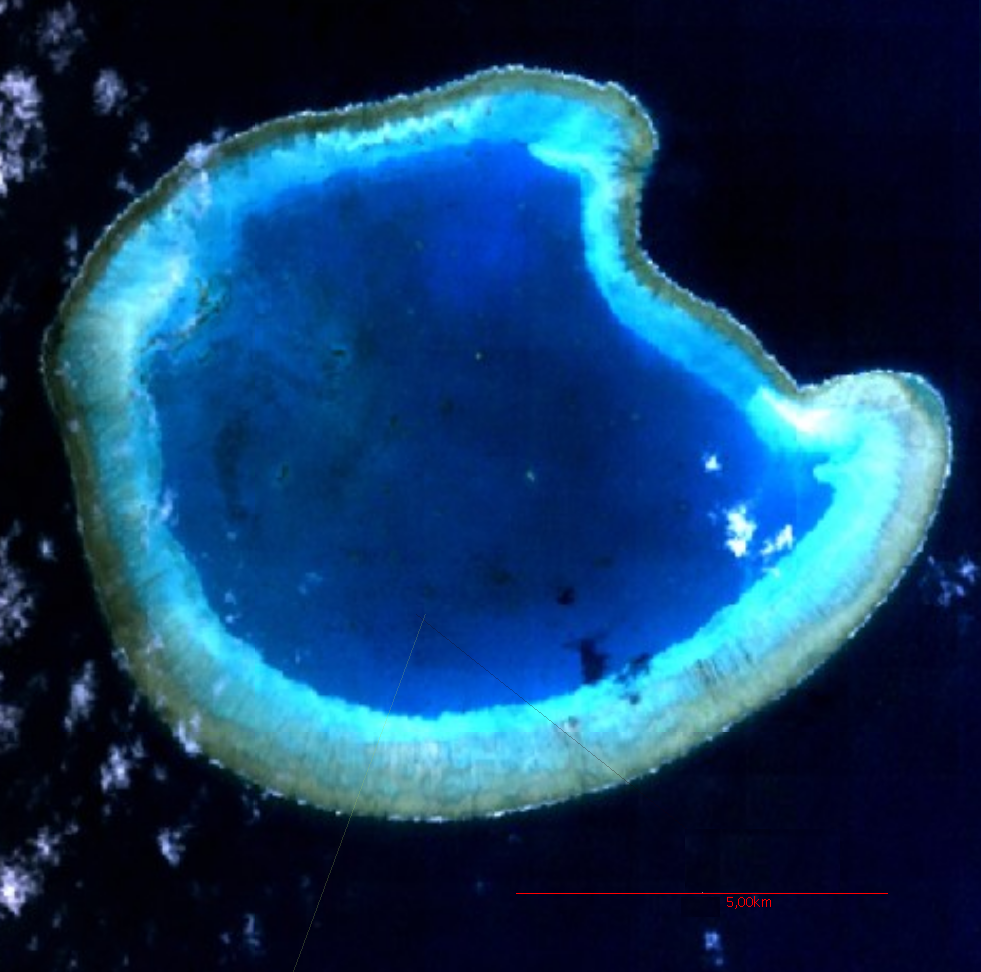
Ảnh từ Landsat 7.
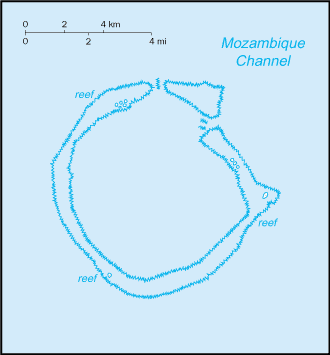
Ảnh từ CIA WFB.
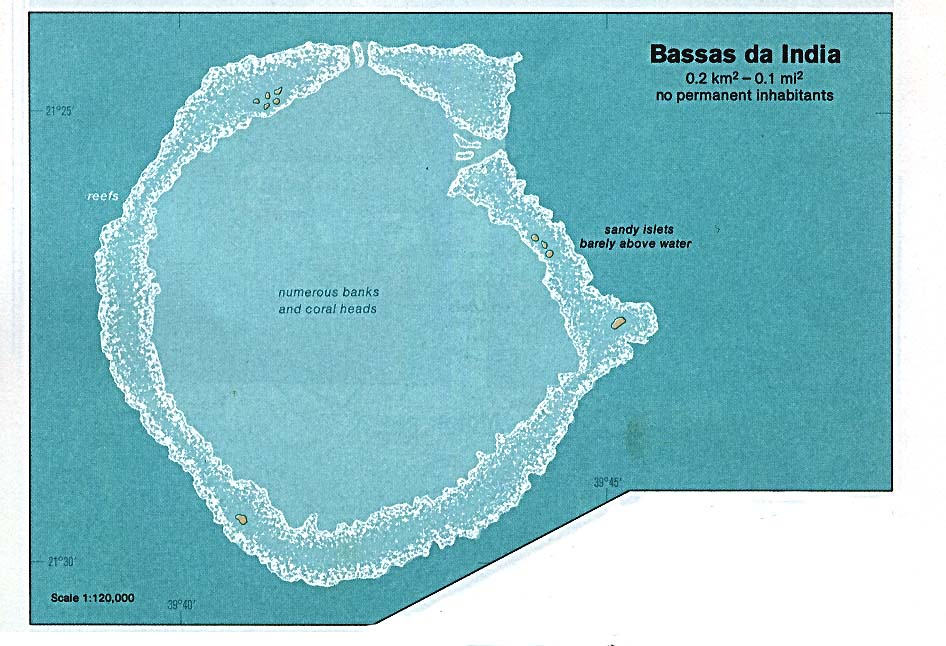
Bản đồ CIA.
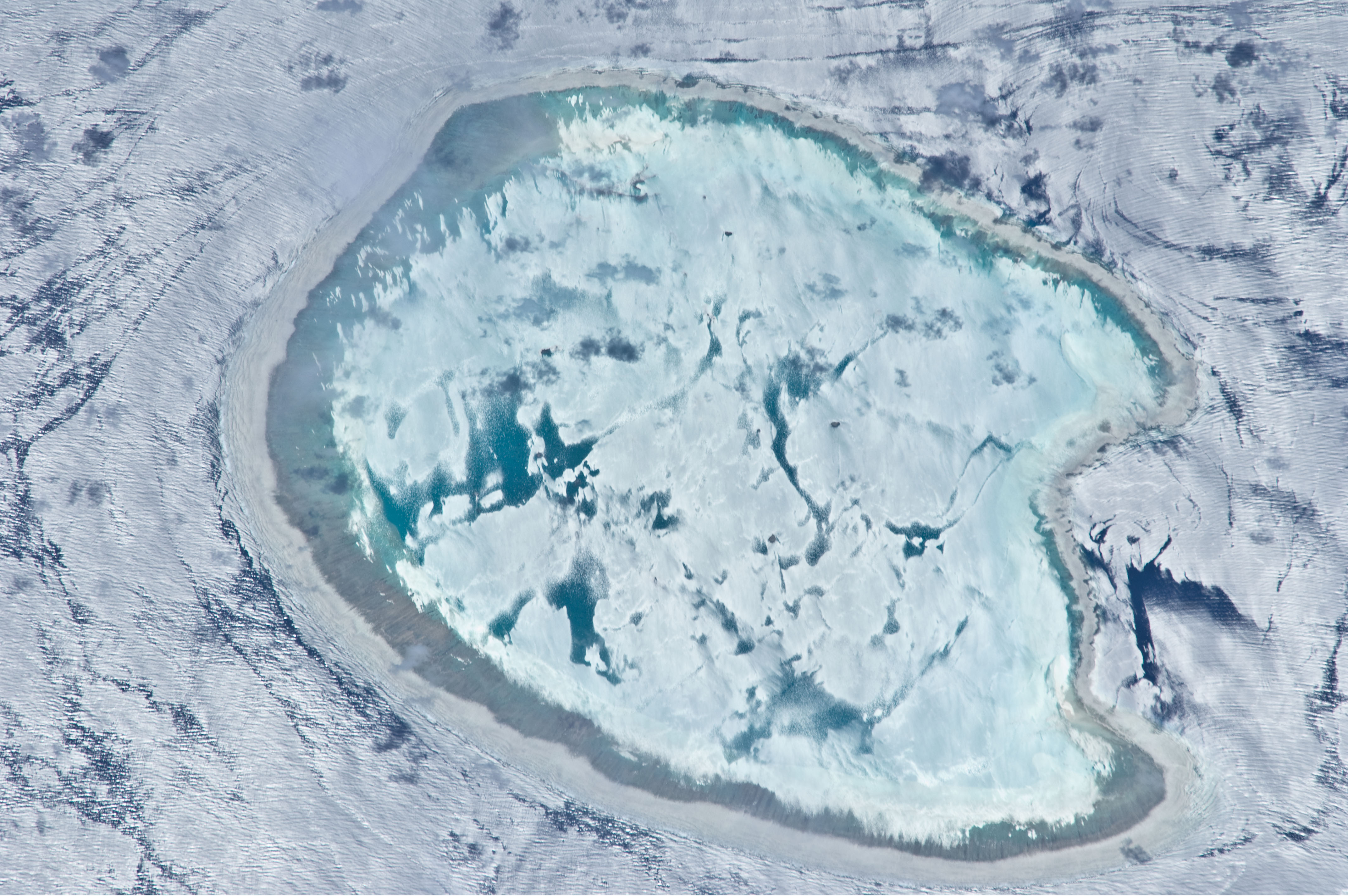
Ảnh của ISS về đảo Bassas da India.